# Daniela Scalia
Daniela Scalia (Verona, 9 novembre 1975) è una giornalista e conduttrice televisiva italiana. È autrice, produttrice, regista e attrice della serie TV Sport Crime. È atleta e allenatrice in diverse discipline sportive.

## Televisione
Dal 2004 al 2012 è stata una delle giornaliste principali di Sportitalia.
Ha curato e presentato i programmi: SI News, SI Live, SI Calcio, Si Rugby (con Luca Tramontin, Gianluca Veneziano e Stefano Bettarello), Prima Ora. 
Inviata per Serie B di calcio, World Tour di Beach Volley, Coppe europee di pallavolo, Mondiali di Rugby.
Nel 2011 ha ideato e presentato con Luca Tramontin il webshow Oval Bin. 
Ha seguito l'edizione della Coppa del Mondo di rugby 2011 in Nuova Zelanda per il sito di Sport Mediaset. 
Su Espansione Tv ha curato e condotto la trasmissione ESP Hockey sul campionato svizzero (LNA) di Hockey ghiaccio.
Su Sportitalia ha presentato nel 2017 il programma FUNalysis, contenitore di storia, cultura e humour dello sport.

## Serie TV
Autrice, produttrice, regista e attrice della serie TV Sport Crime. 
La serie è distribuita internazionalmente da Amazon USA  e Amazon UK.
In Italia è visibile su Chili.

## Film
Autrice a attrice con Luca Tramontin in The Legacy Run, il film tv prequel della serie con Nino Castelnuovo nel ruolo di Kenny Butler trasmesso dalla RSI. 

## Magazine
Vicedirettore ed editorialista del magazine Sportdipiù e autrice della rubrica Lo sport nelle immagini di sport nel cinema e fiction su Globetodays. 

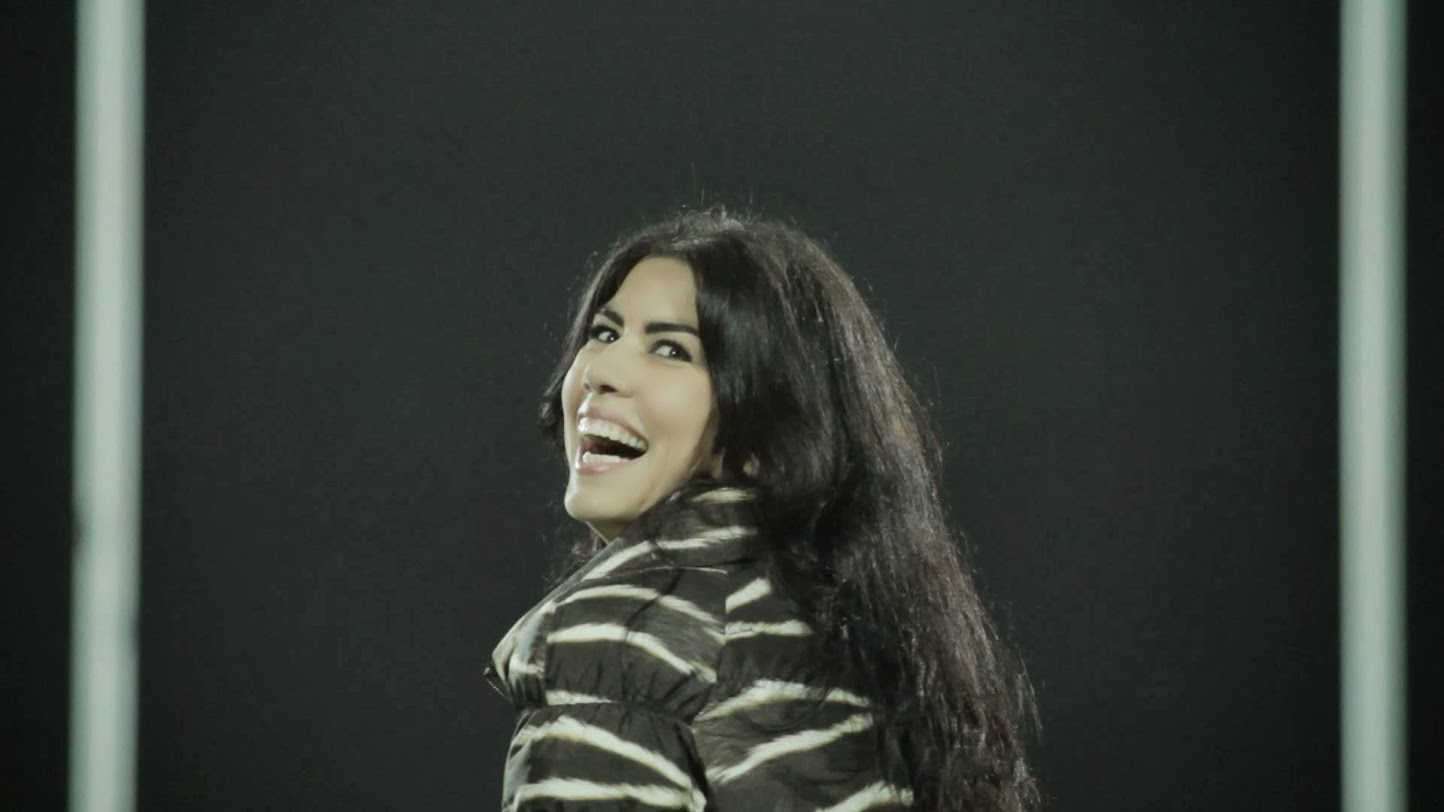

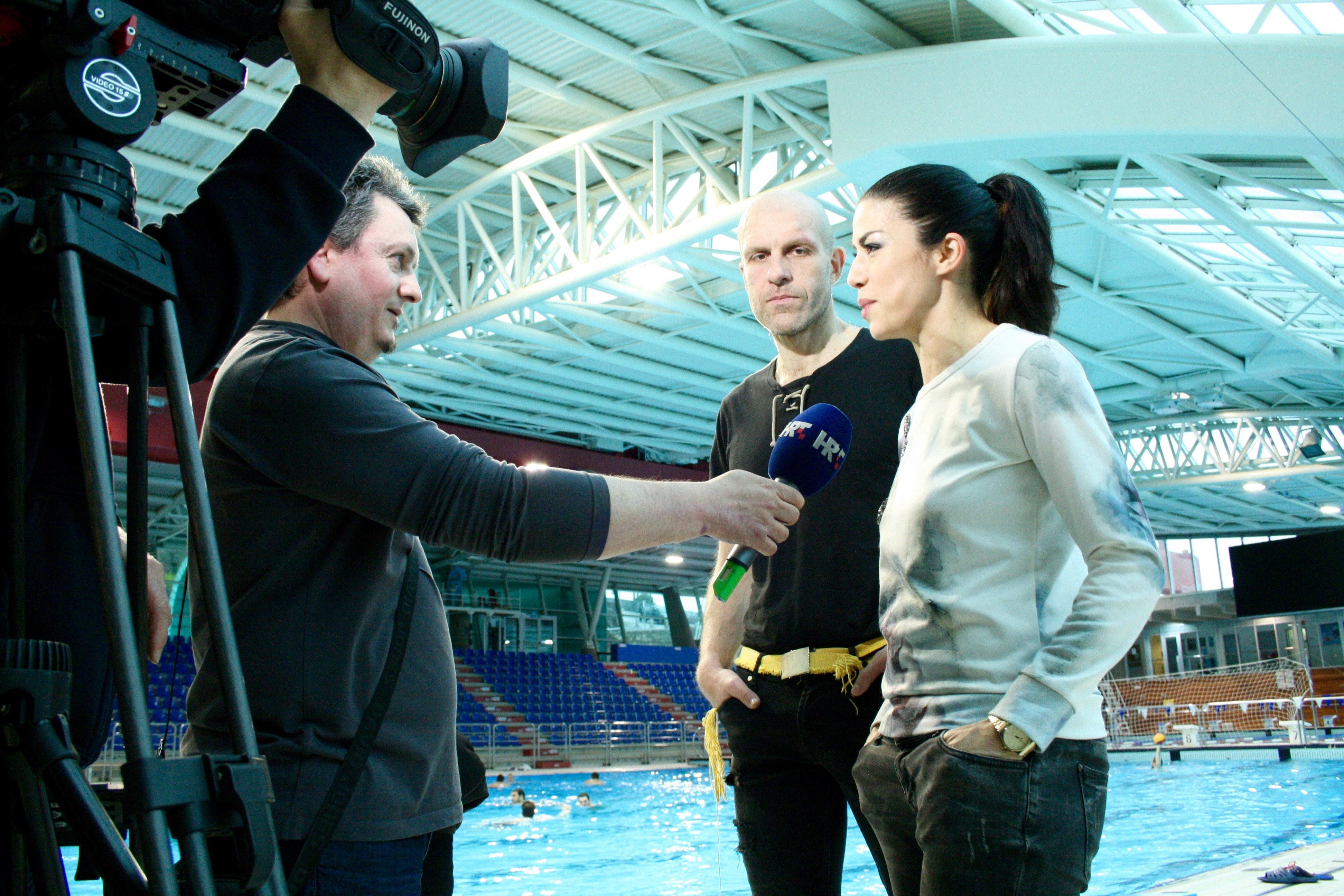
Intervista a Daniela Scalia su HRT1

## Esperienze sportive
Football australiano: 1 presenza internazionale capitanando l'Italia dicontro l'Irlanda alla Euro Cup 2010 a Parabiago (MI).
Football gaelico: ha rappresentato l'Italia di football gaelico nel debutto internazionale contro la Francia il 15 novembre 2014 a Tolosa. È nel roster delle Venetian Lionesses.
Cricket: ha giocato con Kingsgrove Milano, Olimpia Casteller Cricket Club, Padova Cricket Club. Nel 2015 ha rappresentato l'Italia nella tournée in Irlanda e Jersey, dove le azzurre hanno vinto il torneo europeo. Nel 2016 è diventata campionessa italiana.
Rugby Union: nel 2015 è entrata nella rosa dell'ASD Rugby Casale, facendo il suo esordio in serie A il 12 aprile 2015 nel match di Torino tra CUS e Casale.
Orules: Scalia ha aiutato il suo collega Luca Tramontin ad allenare persone disabili con una formula di palla ovale di pieno contatto studiata e adattata sulle necessità e abilità dei giocatori. Scalia è vicina a diverse forme di sport di squadra per disabili che organizza e cerca di giocare lei stessa.
Calcio: Nella stagione 2018/2019 ha allenato il settore giovanile del FC Lugano con un protocollo denominato Rugball, ideato per migliorare l'approccio fisico e mentale dei calciatori.

## "Difesa&Attacco"
Scalia ha scritto, diretto e condotto il programma TV "Difesa&Attacco" (in onda su Sportitalia il 24 aprile 2024). Il format è dedicato alla prevenzione della violenza di genere, con consigli pratici per evitare abusi e aggressioni.
Scalia partecipa a proiezioni e incontri in teatri e altri luoghi per sensibilizzare e stimolare il dibattito. 

## Teatro
Scalia fa parte delle amiche di "Ferite a morte", il progetto teatrale sul femminicidio scritto e diretto da Serena Dandini, un'antologia di monologhi sulla falsariga della famosa Antologia di Spoon River di Edgar Lee Master. Daniela è stata sul palco nella tappa al Teatro Romano di Verona  e al Palazzo dei Congressi di Lugano. 

## Libri
Nel luglio del 2015 è uscito In onda con 3 dita. Retroscena, humour e rugby di una vita al limite, edito da Miraggi e scritto con Luca Tramontin.